# Potencjał chemiczny
Potencjał chemiczny – pochodna cząstkowa energii wewnętrznej po liczbie cząstek, przy stałej objętości i entropii układu. Oznaczany jest przez {\displaystyle \mu } lub {\displaystyle \mu _{i}.} Może być również definiowany jako pochodna cząstkowa innej funkcji stanu: entalpii, energii swobodnej czy entalpii swobodnej po liczbie cząstek, przy czym pochodna jest obliczona przy zachowanych innych parametrach: ciśnieniu czy też temperaturze.
Pojęcie to wprowadził do nauki w 1875 r. J.W. Gibbs. Odgrywa ono zasadniczą rolę w termodynamice chemicznej. Jest podstawą do definicji aktywności termodynamicznej, występuje w kryteriach równowagi procesów oraz stosowane jest do opisu układów złożonych i do wyprowadzenia stałych równowagi fazowej i chemicznej.
W temperaturze bliskiej zeru potencjał chemiczny fermionów utożsamiamy z energią Fermiego. Jest to energia graniczna; stany o energii niższej są zajęte przez fermiony (np. elektrony), stany o energii wyższej są wolne.

## Formalna definicja
- Jeżeli układ jest opisywany w reprezentacji energetycznej, tzn. dana jest energia wewnętrzna jako funkcja entropii, objętości oraz liczby składników {\displaystyle U=U(S,V,N_{1},\dots ,N_{r}),} to potencjał chemiczny {\displaystyle i}-tego składnika wynosi

{\displaystyle \mu _{i}=\left({\frac {\partial U}{\partial N_{i}}}\right)_{S,V,N_{j\neq i}}}
- Jeżeli układ jest opisywany w reprezentacji entropijnej, tzn. dana jest entropia jako funkcja energii, objętości oraz liczby składników {\displaystyle S=S(U,V,N_{1},\dots ,N_{r}),} to potencjał chemiczny i-tego składnika określa równość

{\displaystyle {\frac {\mu _{i}}{T}}=-\left({\frac {\partial S}{\partial N_{i}}}\right)_{U,V,N_{j\neq i}}}